# Partido Social Democrático (Tayikistán)
El Partido Social Democrático (en tayiko: Ҳизби сотсиал-демократии Тоҷикистон, Hizbi Sotsial-Demokratii Tojikiston) es un partido político de centroizquierda en Tayikistán. Fue registrado el 20 de diciembre de 2002 y está dirigido por Rahmatullo Zoirov. El partido se opone al gobierno autoritario dirigido por el Partido Democrático Popular de Tayikistán.
La creación del partido ocurre el 18 de marzo de 1998, cuando se constituye el Partido Tayiko de la Justicia y el Progreso. El partido fue registrado el 9 de febrero de 1999, sólo para ser suspendido el 2 de septiembre del mismo año, el cual impidió su participación en las elecciones presidenciales. El partido fue finalmente registrado bajo su nombre actual el 20 de diciembre de 2002.
El partido decidió boicotear las elecciones presidenciales de 2006, 2013 y 2020. Participó en las elecciones parlamentarias en 2010, 2015 y 2020, en las que no obtuvo un curul.